# Hawajka grubodzioba
Hawajka grubodzioba (Telespiza cantans) – gatunek ptaka z rodziny łuszczakowatych (Fringillidae). Tak jak inni przedstawiciele tej rodziny – endemiczny dla Hawajów. Nie wyróżnia się podgatunków. Długość ciała około 19 cm.
Zasięg występowania
Ptak ten występuje na wyspie Laysan wchodzącej w skład Północno-Zachodnich Wysp Hawajskich (od niej pochodzi angielska nazwa ptaka – Laysan Finch). Niewielka, introdukowana w 1967 roku populacja zasiedla wysepki Atolu Pearl i Hermes, również należącego do tego archipelagu. Ptaki introdukowane na atol Midway zostały wytrzebione w latach 40. XX wieku przez zawleczone szczury.
Status
IUCN nieprzerwanie od 1994 roku uznaje hawajkę grubodziobą za gatunek narażony na wyginięcie (VU, Vulnerable). Według szacunków, liczebność populacji zawiera się w przedziale 1500–7000 dorosłych osobników. Trend liczebności populacji uznawany jest za stabilny.